# Karst

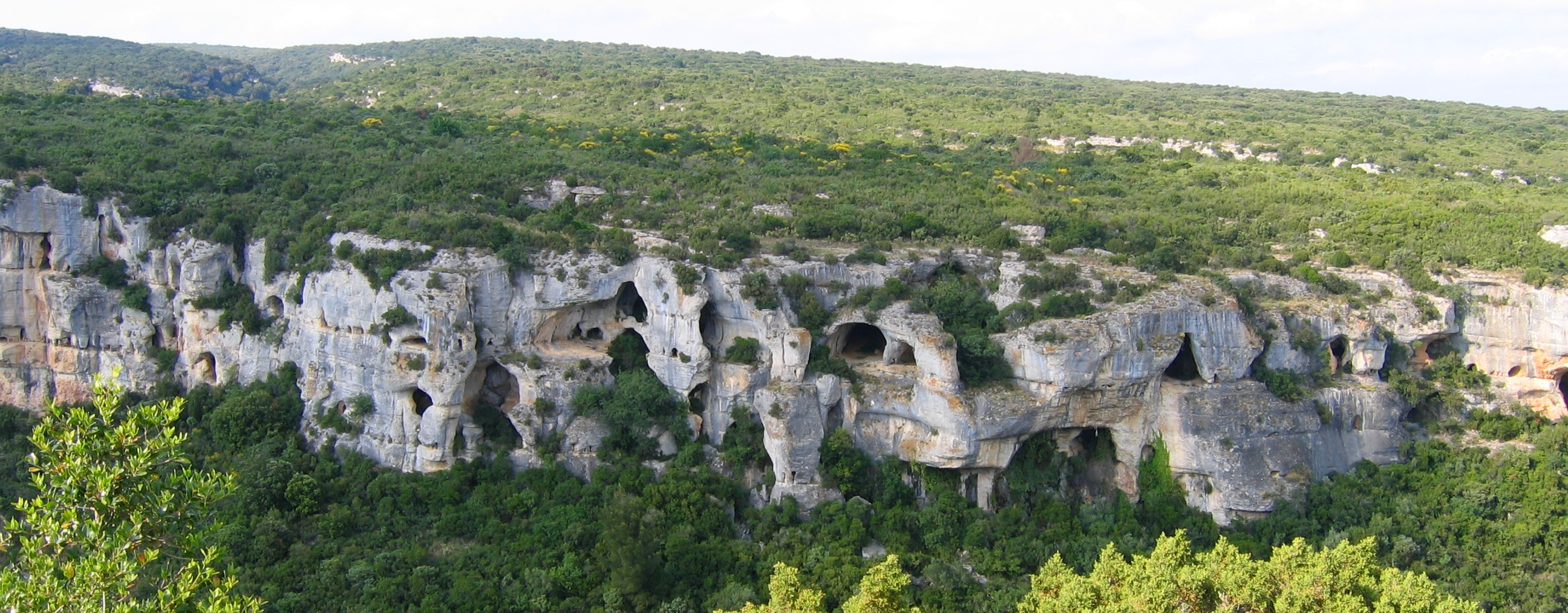
Ett karstområde i Minerve, Frankrike.

Karst är ett vittringsfenomen som består av vidare sprickor, skiktfogar och grottsystem, oftast förekommande i kalksten. Namnet karst kommer från bergsplatån Karst i gränstrakterna mellan Slovenien och Italien, och har sedan namngett andra liknande naturbildningar.
En karst kan också fungera som en akvifär där grundvatten magasineras. Ofta finns underjordiska floder i karstområden.
Karstbildningar utvidgas med tiden genom att olika bergarter sakta löses upp av vatten med lågt pH; först stensalt, sen gips, kalksten och till slut även dolomit. Ett känt svenskt karstområde är Lummelundagrottan på Gotland men de största karstområdena i Sverige finns i Bjurälvskarsten och Torneträsk. De djupaste karstgrottorna i Sverige finns i Vadvetjåkka nationalpark. Internationellt är Škocjangrottorna i Slovenien ett känt karstområde; dessa grottor ligger dessutom i provinsen Karst. Det är för övrigt från slaviskans krš – betydande "stenig", "karg" – som ordet kommit till svenskan via tyskans Karst.
Ett problem med grundvatten taget ur karstbildningar, jämfört med grundvatten taget ur andra typer akvifärer, är att det mycket oftare innehåller föroreningar.